# Sławek
Sławek – dawniej samodzielna miejscowość, od 1939 w granicach Wołomina jako jedna z sześciu jednostek administracyjnych. Leży w środkowej części Wołomina, na północ od centrum miasta i linii kolejowej.
Osada powstała w czasach parcelacji kobyłeckiego majątku ziemskiego Ludwika Meyera. Jego dobra ziemskie (leżące administracyjnie zarówno w osadzie Wołomin, jak i Kobyłka) przez poprowadzenie torów kolei warszawsko-petersburskiej zostały podzielone. Patrząc od strony Warszawy, położona po lewej stronie torów część, jako trudniejsza w gospodarowaniu, przeznaczona została przez Meyera do sprzedaży. Wówczas to, a konkretnie w 1862 roku, pięć rodzin chłopskich wspólnie kupiło od Meyera te grunty .
W latach 1867–1939 w gminie Ręczaje w powiecie radzymińskim. 20 października 1933 Sławek utworzył gromadę w granicach gminy Ręczaje.

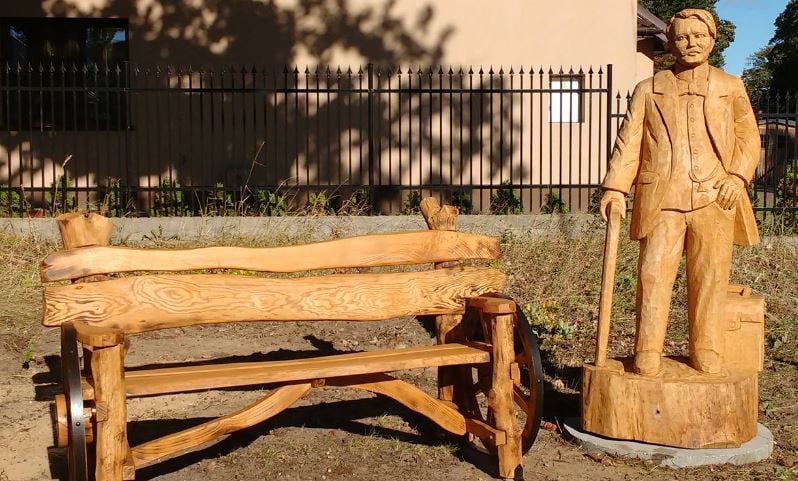
Pomnik domniemanego syna dziedzica "Sławka" fot. Maciej Łoś

1 kwietnia 1939 włączony do Wołomina.